# Spermophorides mediterranea
Spermophorides mediterranea is een spinnensoort uit de familie trilspinnen (Pholcidae). De soort komt voor in Spanje en Frankrijk.